# Xolile Yawa
Xolile Yawa (* 29. September 1962 in Lady Frere, Emalahleni) ist ein ehemaliger südafrikanischer Langstreckenläufer.

## Leben
1987 stellte er mit 1:02:30 h einen südafrikanischen Rekord im Halbmarathon und mit 27:44,65 min und seiner persönlichen Bestzeit von 27:39,65 min zwei nationale Rekorde im 10.000-Meter-Lauf auf. Insgesamt wurde er über diese Distanzen elfmal südafrikanischer Meister, neunmal über 10.000 m (1985–1990, 1992, 1994, 1996) und zweimal im Halbmarathon (1986, 1988).
1992 gewann er bei den Afrikameisterschaften auf Mauritius die Bronzemedaille im 10.000-Meter-Lauf. Über dieselbe Distanz belegte er im selben Jahr bei den Olympischen Spielen in Barcelona den 13. Platz.
In der Folgezeit konzentrierte sich Yawa mehr auf den Marathonlauf. 1993 gewann er den Berlin-Marathon in einer Zeit von 2:10:57 h. 1995 wurde er in persönlicher Bestzeit von 2:10:22 h Vierter beim London-Marathon. Nachdem ein Ermüdungsbruch die Teilnahme an den Olympischen Spielen 1996 in Atlanta verhindert hatte, wurde er im darauffolgenden Jahr Zwölfter beim Marathon der Leichtathletik-Weltmeisterschaften in Athen.
Xolile Yawa hatte bei einer Körpergröße von 1,69 m ein Wettkampfgewicht von 50 kg.